# Randy Jones (bobsleigh)
Pour les articles homonymes, voir Randy Jones (homonymie).
Randy Jones, né le 24 juin 1969 , est un bobeur américain.

## Palmarès

### Jeux Olympiques
- : médaillé d'argent en bob à 4 aux JO 2002.

### Championnats monde
- : médaillé d'argent en bob à 4 aux championnats monde de 2003.
- : médaillé de bronze en bob à 4 aux championnats monde de 1993 et 1997.